# Hrvoje
Hrvoje (vyslovováno [chrvoje]) je mužské křestní jméno slovanského původu, četné zejména v Chorvatsku. Je odvozeno od slova Hrvat, které znamená Chorvat. Podle chorvatského kalendáře slaví svátek 25. února, 16. března a 30. listopadu.
Další podoby tohoto jména jsou Hrvoj, Hrvoja a Hrvojko. Ženská podoba tohoto jména je Hrvojka.

## Počet nositelů
K roku 2014 žilo na světě přibližně 12 502 nositelů jména Hrvoje, z toho více než 93 % v Chorvatsku, kde je 46. nejčastějším mužským jménem. V ostatních státech bývalé Jugoslávie se jméno téměř nevyskytuje.
| Stát                | Četnost | Pořadí |
| ------------------- | ------- | ------ |
| Chorvatsko          | 12 502  | 95.    |
| Bosna a Hercegovina | 172     | 1 657. |
| Slovinsko           | 66      | 1 776. |
| Srbsko              | 40      | 3 427. |
| Černá Hora          | 3       | 3 416  |
| Kosovo              | 0       | –      |
| Severní Makedonie   | 0       | –      |

## Vývoj popularity
V dnešní době je jméno Dražen již mezi novorozenci poměrně vzácné. Největší popularitu mělo v Chorvatsku v 70. až 90. letech 20. století. Nejpopulárnější bylo v roce 1982, kdy jej získalo 3,74 % žijících nositelů tohoto jména. Od roku 1992 začala popularita rychle klesat, v roce 2013 činila pouze 0,22 %.

## Významné osobnosti
- Hrvoje Ćustić – chorvatský fotbalista
- Hrvoje Šarinić – chorvatský politik